# Ophiomusium elegans
Ophiomusium elegans är en ormstjärneart som beskrevs av Jean Baptiste François René Koehler 1897. Ophiomusium elegans ingår i släktet Ophiomusium och familjen Ophiolepididae. Inga underarter finns listade i Catalogue of Life.